# Mirrool Creek
Mirrool Creek är ett vattendrag i Australien. Det ligger i delstaten New South Wales, i den sydöstra delen av landet, omkring 430 kilometer väster om delstatshuvudstaden Sydney.
Trakten runt Mirrool Creek består till största delen av jordbruksmark. Trakten runt Mirrool Creek är nära nog obefolkad, med mindre än två invånare per kvadratkilometer. Genomsnittlig årsnederbörd är 523 millimeter. Den regnigaste månaden är februari, med i genomsnitt 82 mm nederbörd, och den torraste är oktober, med 20 mm nederbörd.